# Edmund I. (England)

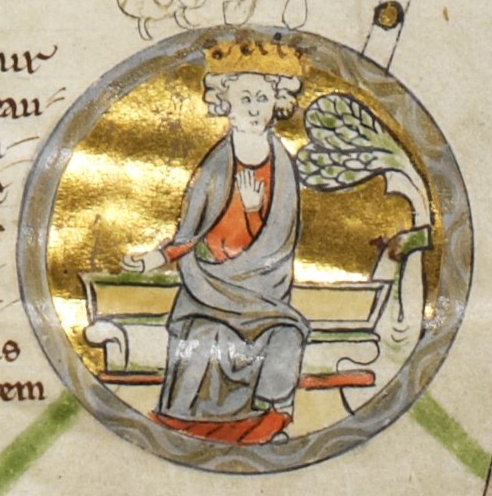
Edmund I. von England

Die Midlands in der ersten Hälfte des 10. Jahrhunderts

Edmund I. (altenglisch Ēadmund), auch Edmund der Prächtige, (* um 922; † 26. Mai 946 in Pucklechurch) war ein angelsächsischer König von England (939–946), der vierte Sohn König Eduards des Älteren und dessen Frau Eadgifu – er war Eadgifus erster Sohn – und Nachfolger seines Halbbruders Æthelstan.

## Leben
Schon vor seinem Regierungsantritt nahm Edmund zusammen mit seinem Bruder König Æthelstan an der in der Angelsächsischen Chronik besungenen Schlacht bei Brunanburh teil, in der eine Allianz, die aus Schotten unter Konstantin II., Briten des Königreichs Strathclyde unter Eógan I. und Wikingern aus Dublin unter Olaf Guthfrithsson bestand, von einem angelsächsischen Heer besiegt wurde.
Zum Zeitpunkt seiner Thronbesteigung 939 war Edmund der erste angelsächsische Monarch, dessen Herrschaftsgebiet sich über ganz England einschließlich Northumbrias erstreckte. Die Wirren um die Nachfolge Æthelstans nutzend, eroberte Olaf Guthfrithsson Ende 939 York ohne nennenswerten Widerstand zurück und fiel im folgenden Jahr tief in die Midlands ein, so dass Edmund am Ende des ersten Jahres seiner Herrschaft nicht nur Northumbria an Olaf Guthfrithsson von Dublin verloren hatte, sondern auch den Teil Mercias, der sich nördlich der Watling Street befand. Edmund belagerte nämlich 940 Olaf, bei dem sich Wulfstan, Erzbischof von York, aufhielt, in Leicester. Im selben Jahr konnten Wulfstan und Odo von Canterbury, der zukünftige Erzbischof von Canterbury, einen Friedensvertrag zwischen Edmund und Olaf vermitteln, wobei die alte Römerstraße Watling Street als Grenze zwischen beiden Reichen festgelegt wurde.
Olaf starb 941 während eines Raubzuges in Northumbria. Sein Nachfolger Olaf Sihtricson war nicht in der Lage, die eroberten Gebiete zu halten, so dass Edmund 942 die Five Boroughs und Mercia zurückgewinnen konnte. Die Zurückeroberung der östlichen Midlands wurde in einem kurzen Gedicht in der Angelsächsischen Chronik gefeiert. 942 schlug er außerdem eine von Idwal Foel angeführte Revolte in Wales nieder.
944 wandte Edmund sich erneut dem Norden zu, und konnte sowohl Olaf Sihtricson als auch dessen Rivalen Ragnald aus York vertreiben und Northumbria zurückerobern. Während seiner Regierungszeit wurde deutlich, dass Northumbria, obwohl schon von Æthelstan erobert, immer noch kein integraler Teil eines vereinigten Englands war.
Edmund verwüstete 945 das Königreich Strathclyde, das er an den schottischen König Malcolm I. abtrat, unter der Voraussetzung, dass sich dieser mit ihm verbünden würde. Diese Abtretung zeigt, dass Edmund Northumbria als die nördlichste Grenze des angelsächsischen Englands betrachtete. Der Legende nach fiel in diesem Krieg auch König Dunmail, der letzte Herrscher von Cumbria.
Im Jahr 946 entsandte Edmund eine Gesandtschaft in das Westfrankenreich, um die Befreiung und Wiedereinsetzung von König Ludwig IV., der am Hof Æthelstans aufgewachsen war und nun im Verlauf des Machtkampfes mit Hugo dem Großen von diesem gefangen genommen worden war, zu erreichen. Auf Grund des Todes Edmunds im gleichen Jahr konnte diese Mission jedoch keinen Einfluss auf die Ereignisse im Westfrankenreich nehmen. Edmunds Nachfolger Eadred benötigte nämlich seine gesamte Tatkraft zur Niederschlagung einer erneuten Revolte in Northumbria, und es ist nicht bekannt, ob er die Angelegenheit weiter verfolgte.
Edmund war verantwortlich für die Ernennung Dunstans zum Abt des Klosters Glastonbury und gewährte ihm Land in Wiltshire und für das Kloster Glastonbury. Obwohl Edmund sich nicht so unbeirrbar für die Klosterreform einsetzte wie sein Sohn und späterer Nachfolger Edgar es in der zweiten Hälfte des 10. Jahrhunderts tat, so war doch die Einführung der Regula Benedicti im Kloster Glastonbury ein wichtiger Schritt hin zu den Reformen, die später im 10. Jahrhundert stattfanden.
Die Gesetzgebung Edmunds zeichnete sich dadurch aus, dass sie versuchte, die Blutrache einzudämmen. Auch enthielten seine Gesetze einen wichtigen Erlass zum Treueeid.
König Edmund I. wurde am 26. Mai 946 beim Versuch, einen seiner Beamten während eines Handgemenges zu retten, von einem gewissen Leofa, einem aus dem Exil zurückgekehrten Verbrecher, ermordet. Da keiner seiner Söhne zu diesem Zeitpunkt alt genug war, um als Nachfolger in Betracht zu kommen, wurde sein Bruder Eadred König.

## Familie
- Ehefrau 1: (etwa 940) St. Elfgiva († etwa 944 Shaftesbury Abbey), Herkunft unklar; Kinder:
  - Eadwig (Edwy) der Schöne, König von England.
  - Edgar, König von England.
- Ehefrau 2: (etwa 946) Ethelfleda († nach 975, als Nonne in Shaftesbury), Tochter des Grafen Alfgar von Wilsaetas. Die zweite Ehe blieb kinderlos.